# Morphotica
Morphotica é um gênero de traça pertencente à família Agonoxenidae.